# Hildesborg
Hildesborg är en herrgård i Härslövs socken i Landskrona kommun i Skåne.
Under 1700-talet sammanfördes ett antal torp och gårdar i Hilleshögs dalar till ett gods. 1806 fick det namnet Hildesborg. Den ägdes av familjen Stiernblad, som byggde ett tegelbruk. Tegelbruket gick i konkurs 1819 varvid egendomen köptes av grosshandlare Frans J Wong. Hans son utökade och byggde ut huvudbyggnaden på 1840-talet. Gården innehades av familjen Wong till 1871. Då tog greven och landshövdingen Gotthard Wachtmeister över. Han flyttade tegelbruket till dalens mynning, utökade gårdens omfång och byggde på slottet med ytterligare en våning.
Wachtmeister var av socknen mycket uppskattad och gjorde mycket för kyrkan. Han uppförde en småskola på Hildesborg och skänkte mark till en förskola. 1905 flyttade han och sålde Hildesborg till konsul N. Persson, som innehade det i endast tre år. 1908 såldes det till greveparet Wilhelmina och Walther von Hallwyl, som letade efter en sommarbostad i Skåne. De hade 1898 avslutat bygget av Hallwylska palatset i Stockholm och 1902 köpt Vegeholm i Skåne till sin yngsta dotter och svärson Irma och Wilhelm von Geijer.
1912 skänkte Wilhelmina von Hallwyl Hildesborg till dottersonen Rolf de Maré. 1927 köpte Margit von Geijer (född 1907, gift med Åge Lundström) Hildesborg av sin kusin. 1930 dog Wilhelmina von Hallwyl och corps-de-logiet stod obebott länge. 1939-1946 byggdes det om och reparerades. 1964 fick Margit von Geijers son Åge Lundström Hildesborg av sin mor. Han flyttade dit med sin familj år 1979.